# Замошье (Житковичский район)
Замошье (бел. Замошша) — деревня в Морохоровском сельсовете Житковичского района Гомельской области Беларуси.
Кругом лес.

## География

### Расположение
В 35 км на северо-восток от Житковичей, 11 км от железнодорожной станции Старушки (на линии Лунинец — Калинковичи), 267 км от Гомеля.

## Гидрография
На западе мелиоративные каналы.

## Транспортная сеть
Рядом автодорога Морохорово — Любань. Планировка состоит из прямолинейной улицы, ориентированной с юго-запада на северо-восток и застроенной редко расположенными деревянными усадьбами.

## История
Согласно письменным источникам известна с начала XX века. как хутор в Мозырском уезде Минской губернии. В 1930 году организован колхоз «Красная нива», работала кузница. Во время Великой Отечественной войны в феврале 1943 года немецкие оккупанты сожгли деревню и убили 14 жителей. 12 жителей погибли на фронтах. Согласно переписи 1959 года в составе колхоза имени В. И. Ленина (центр — деревня Дуброва).

## Население

### Численность
- 2004 год — 18 хозяйств, 34 жителя.

### Динамика
- 1917 год — 121 житель.
- 1921 год — 26 дворов, 263 жителя.
- 1925 год — 40 дворов.
- 1940 год — 58 дворов, 215 жителей.
- 1959 год — 178 жителей (согласно переписи).
- 2004 год — 18 хозяйств, 34 жителя.